# Carl Borg (litograf)
Carl Magnus Borg, född 18 juni 1850 okänd födelseort, död 25 september 1871 i Klara församling, Stockholm, var en svensk litograf.
Borg studerade vid Konstakademien i Stockholm 1866–1871. Han var representerad vid Nationalmuseums utställning 1889 med litografier efter Amalia Lindegrens Frukosten och ett landskap från Tyrolen efter en förlaga av Edward Bergh. Borg finns representerad vid Nationalmuseum i Stockholm.